# Feodor Tutușkin
Feodor Tutușkin (în alfabetul chirilic Федор Яковлевич Тутушкин) (n. 1900; d. 1959) a fost un general-locotenent de miliție din Republica Moldova, care a deținut funcția de ministru al afacerilor interne în Guvernul Republicii Moldova (1946-1951).

## Biografie
Feodor Iakovlevici Tutușkin s-a născut în anul 1900. În anul 1940, a fost numit în funcția de director-adjunct al unității speciale a NKVD din Regiunea Militară Leningrad, pentru ca în același an să fie transferat ca director al unității speciale a NKVD din Regiunea Militară Odessa.
După o scurtă perioadă (1941) ca director-adjunct al Direcției a III-a a Comisariatului Poporului pentru Apărare (NKO), Tutușkin a deținut funcțiile de director-adjunct al Directoratului unității speciale a NKVD din cadrul NKO (1941-1942) și de șef al unității speciale a NKVD din Regiunea Militară Moscova (1942-1943). Apoi, a îndeplinit atribuțiile de șef al Serviciului de Contrainformații (SMERSH) din Regiunea Militară Moscova (1943-1945). A fost avansat la gradele de general-maior (26 mai 1943) și apoi la cel de general-locotenent (25 septembrie 1944).
În anul 1946, general-locotenent Feodor Tutușkin a fost numit în funcția de comisar al poporului pentru afaceri interne din RSS Moldovenească, denumire schimbată în același an în cea de ministru al afacerilor interne (1946-1951).
Într-un raport din data de 19 decembrie 1946 al Ministerului Afacerilor Interne din RSS Moldovenească Moldova către conducerea Ministerului de la Moscova, generalul Tutușkin prezenta o situație dramatică a RSS Moldovenești la acel moment:
"Ca rezultat al ocupației române și a secetei anilor 1945-46, situația alimentară a Republicii Moldovenești este extrem de grea - mai ales la țăranii din județele Chișinău, Bender, Cahul, și parțial Orhei și Bălți. La 10 decembrie curent printre locuitorii satelor se numărau 30.043 distrofici, din care 18.570 copii. În sate multe familii zac umflate de malnutriție, fără să dispună de un kilogram de pâine. (…) Cresc proporțiile vagabondajului. Copiii orfani din sate pornesc la orașe, în căutarea unei bucăți de pâine. Numai prin instituțiile specializate ale MAI au trecut, în 11 luni din 1946 3.411 copii vagabonzi. (…)
Din cauza dificultăților de ordin alimentar s-a intensificat spiritul emigraționist. În 11 luni au fost arestate în tentativă de trecere în România 189 de persoane, 20 reușind să treacă granița - în total 209. (…) În republică au fost luate în evidență peste 100 persoane care intenționează să fugă în România. Din numărul lor fac parte mulți țărani săraci și mijlocași".
În anul 1951, a fost pus la dispoziția Ministrului Afacerilor Interne al URSS, care l-a numit ca ministru al afacerilor interne în regiunea Kaliningrad (1951-1952) și apoi în regiunea Sverdlovsk (1957-1959). Generalul Feodor Tutușkin a murit în anul 1959.